# Team Milram
Team Milram (Kod UCI: MRM) – niemiecka (do 2007 włoska) zawodowa grupa kolarska istniejąca w latach 2006–2010.
Powstała w 2006, po przejęciu miejsca w dywizji UCI ProTeams po włoskiej grupie Domina Vacanze–De Nardi. Została zbudowana na kolarzach tej grupy, młodych niemieckich talentach oraz rozwiązanej grupy Fassa Bortolo. W sezonach 2006 i 2007 grupa miała swoją bazę we Włoszech i ścigała się na włoskiej licencji, zaś w sezonach 2008-2010 posiadała licencję niemiecką.
Zespół miał w swoich szeregach dwóch znakomitych sprinterów: Erika Zabela i Alessandro Petacchiego.

## Skład w sezonie 2007
| Imię i nazwisko       | Urodzony   | Państwo   | Poprzednia drużyna |
| Igor Astarloa         | 29-03-1976 | Hiszpania | Barloworld         |
| Mirko Celestino       | 19-03-1974 | Włochy    | Domina Vacanze     |
| Alessandro Cortinovis | 11-10-1977 | Włochy    | Domina Vacanze     |
| Wołodymyr Diudia      | 06-01-1983 | Ukraina   | stażysta           |
| Sergio Ghisalberti    | 10-12-1979 | Włochy    | Domina Vacanze     |
| Michele Gobbi         | 10-08-1977 | Włochy    | Domina Vacanze     |
| Ralf Grabsch          | 07-04-1973 | Niemcy    | Team Wiesenhof     |
| Andrij Hrywko         | 07-08-1983 | Ukraina   | Domina Vacanze     |
| Dennis Haueisen       | 13-09-1978 | Niemcy    | RSH                |
| Matej Jurco           | 08-08-1984 | Słowacja  | Domina Vacanze     |
| Christian Knees       | 05-03-1981 | Niemcy    | Team Wiesenhof     |
| Brett Lancaster       | 15-11-1979 | Australia | Ceramica Panaria   |
| Mirco Lorenzetto      | 13-07-1981 | Włochy    | Domina Vacanze     |
| Martin Müller         | 05-04-1974 | Niemcy    | Team Wiesenhof     |
| Daniel Musiol         | 27-03-1983 | Niemcy    | Team Wiesenhof     |
| Alberto Ongarato      | 24-07-1975 | Włochy    | Fassa Bortolo      |
| Alessandro Petacchi   | 03-01-1974 | Włochy    | Fassa Bortolo      |
| Enrico Poitschke      | 25-08-1969 | Niemcy    | Team Wiesenhof     |
| Elia Rigotto          | 04-03-1982 | Włochy    | Domina Vacanze     |
| Fabio Sabatini        | 18-02-1985 | Włochy    | debiutant          |
| Fabio Sacchi          | 22-05-1974 | Włochy    | Fassa Bortolo      |
| Björn Schröder        | 27-10-1980 | Niemcy    | Team Wiesenhof     |
| Carlo Scognamiglio    | 31-05-1983 | Włochy    | stażysta           |
| Sebastian Siedler     | 18-01-1978 | Niemcy    | Team Wiesenhof     |
| Alessandro Vanotti    | 16-09-1980 | Włochy    | Domina Vacanze     |
| Marco Velo            | 09-03-1974 | Włochy    | Fassa Bortolo      |
| Giovanni Visconti     | 13-01-1983 | Włochy    | Domina Vacanze     |
| Erik Zabel            | 07-07-1970 | Niemcy    | T-Mobile           |